# Ingrid Evers
Ingrid Maria Hendrina ("Ingrid", "Inge") Evers (Roosendaal en Nispen, 15 maart 1946) is een Nederlands historica. Zij werkte onder andere als wetenschappelijk bibliothecaris, audiovisueel archivaris en zelfstandig redacteur in Maastricht en is daarnaast freelance auteur. Evers publiceerde talloze boeken en artikelen over historische onderwerpen met betrekking tot de geschiedenis van Limburg en Maastricht, met een nadruk op vrouwengeschiedenis en geschiedenis van de fotografie. Haar bekendste werk is wellicht de Historische Encyclopedie Maastricht (2005), die zij samen met Pierre Ubachs schreef.

## Biografische schets

### Familieachtergrond, jeugd en studies
Ingrid Evers groeide op in een welgesteld, katholiek gezin in het Noord-Brabantse Roosendaal en Nispen. Het gezin telde vijf kinderen, twee jongens en drie meisjes, waarvan Ingrid de jongste van de drie was. Ze volgde lager onderwijs aan de Sint-Aloysiusschool in Roosendaal en middelbaar onderwijs op het internaat van de Zusters van Sacré-Coeur in het Kasteel Bloemendal ("Blumenthal") in Vaals (1958-1962). Haar eindexamen mms behaalde ze in 1964 (met lof) aan het Sint-Gertrudislyceum te Roosendaal.
Na twee jaar thuis in verband met de invaliditeit van haar moeder, studeerde ze, naar eigen zeggen met hink-stap-sprongen, geschiedenis. Aanvankelijk volgde zij de M.O.-opleiding Geschiedenis aan de Rijksuniversiteit Groningen (1966-1968). Vanwege de omstandigheden thuis onderbrak zij die opleiding om, dichter bij huis, aan de Bibliotheek en Documentatie Academie in Tilburg te studeren (1968-1970; diploma 1970). Daarna vervolgde ze, opnieuw met onderbrekingen, haar M.O.-opleiding parttime aan de Katholieke Leergangen in Tilburg. Aangespoord door de historicus Pierre Ubachs, bij wie zij begin 1970 aan de Centrale Bibliotheek te Maastricht een stage voor de bibliotheekopleiding had gelopen, pakte zij begin 1977 aan de Sittardse vestiging van de Leergangen de studie voor de ongedeelde M.O.-akte K-VIII weer op en rondde deze in 1981 af met de eerstegraads bevoegdheid (onderwijsbevoegdheid voor het voortgezet middelbaar onderwijs en het hoger beroepsonderwijs). Vervolgens studeerde zij parttime verder aan de Rijksuniversiteit Utrecht, waar ze in 1987 cum laude haar doctoraalexamen behaalde (hoofdvak: Nieuwe Geschiedenis; bijvakken: kerkgeschiedenis en rechtsgeschiedenis). Terwijl ze overdag een baan had, bijvakscripties schreef en/of publicaties voorbereidde, volgde ze diverse aanvullende cursussen op het gebied van onder andere uitgeverij, wetenschapsjournalistiek en (foto/film)collectiebeheer.

### Loopbaan
Nog voor het afronden van haar M.O.-opleiding was Evers kort werkzaam als docente geschiedenis in de onderbouw van het Eckartcollege te Eindhoven (1972-1973). Van eind 1976 tot eind 1981 werkte zij als wetenschappelijk bibliothecaris bij het Bonnefantenmuseum en de Stadsbibliotheek Maastricht. Van 1985 tot 1987 was ze voor de beoordeling van eerstegraads scripties onbezoldigd extern lid van de examencommissie M.O. Geschiedenis van de Katholieke Leergangen in Sittard. In 1988 begon ze haar eigen bureau, Evers Publicatiebegeleiding (EPB), tot juli 1996. Daarna was ze zes jaar verbonden aan het Gemeentearchief Maastricht (GAM), in de functie van archivaris audiovisuele collecties (1996-2002).
Van 1989-1995 verzorgde Evers Publicatiebegeleiding onder meer de kopijvoorbereiding en het register van de Publications de la Société Historique et Archéologique dans le Limbourg (PSHAL of Publications), het jaarboek van Limburgs Geschied- en Oudheidkundig Genootschap (LGOG). In de jaren 1980 en 1990 was Evers tevens nauw betrokken bij de totstandkoming van een aantal historische bundels. Van 1993-1996 was ze lid van de redactie van de Maastrichtse uitgave van de populair-wetenschappelijke tijdschriftenreeks Ach Lieve Tijd.
Evers publiceerde artikelen, bronuitgaven en monografieën over aspecten van de politieke, juridische, culturele en kunstgeschiedenis van Limburg en Maastricht vanaf het begin van de zestiende eeuw tot de vroeg-twintigste eeuw, waarmee ze als generalist binnen haar vakgebied beschouwd kan worden. Een vroeg onderzoeksthema in haar werk was hekserij en toverij in het Limburgse Maasland. Van circa 1992 tot 2010 werkte ze regelmatig samen met de historicus dr. Pierre Ubachs, met wie ze een tiental titels publiceerde. In 1996 begon ze een langlopend onderzoek naar de geschiedenis van de vroege fotografie in Limburg.

### Overige activiteiten
- Vanaf 1982 tot 1990 was Evers lid van de interdisciplinaire studiegroep 'Hekserij en toverij in Nederland'.[noot 10]
- Van 1988-1997 was ze bestuurslid van de Kring Maastricht van Limburgs Geschied- en Oudheidkundig Genootschap, van 2001-2003 tevens secretaris.[3]
- In de jaren 1990-2010 was zij lid van de Werkgroep Limburgse Rechtsgeschiedenis.[noot 11]
- Vanaf de oprichting in 2007 tot de opheffing in februari 2022 was Evers bestuurslid en in de praktijk 2e secretaris van de Stichting Dr. Lambert van Kleef.[noot 12]
- Sinds midden 2023 maakt zij als 'research fellow' deel uit van een toen opgerichte groep onderzoekers bij het Sociaal Historisch Centrum Limburg (SHCL) te Maastricht.[8]

Anders dan veel andere historici, tracht Evers een brug te slaan tussen de wetenschappelijke geschiedschrijving en de geschiedbeoefening door niet-historici. Zo is zij adviseur van de 'Stichting "In de kiekkas" (fotografisch erfgoed)', hielp zij verschillende amateur-historici met hun – al dan niet in eigen beheer uitgegeven – publicaties, beantwoordt zij vragen met betrekking tot de geschiedenis van Maastricht op het internetforum MestreechOnline, en levert ze af en toe bijdragen aan de Nederlandstalige Wikipedia.

### Privéleven
Ingrid M.H. Evers woont sinds eind november 1976 in Maastricht. Sinds 2008 is ze lid van Probusclub Maastricht III.

## Bibliografie (selectie)

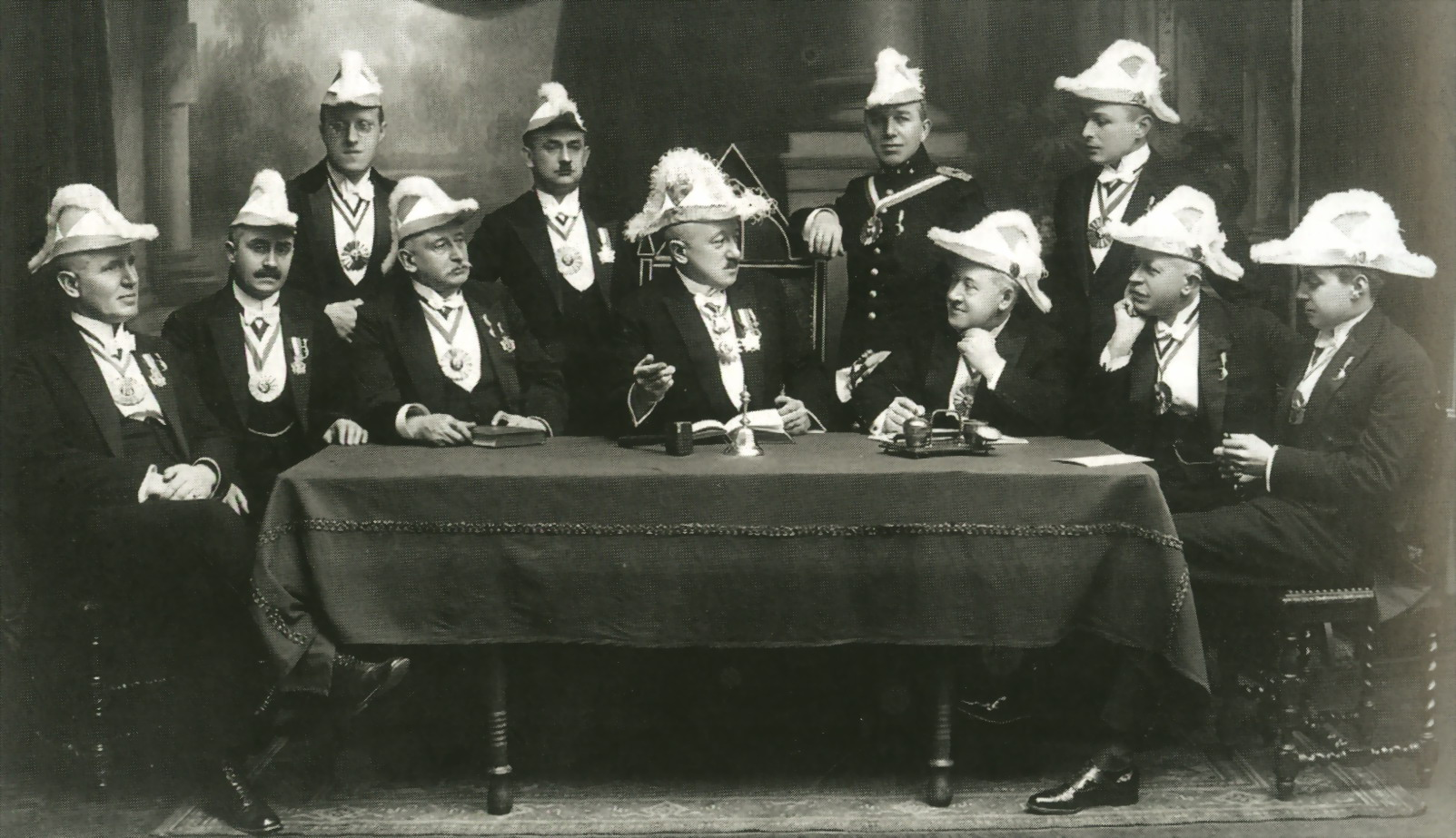
Het bestuur van de Sociëteit Momus in 1925. Afgebeeld in : De Momus (1982), p. 14, en Historische Encyclopedie Maastricht (2005), p. 356.

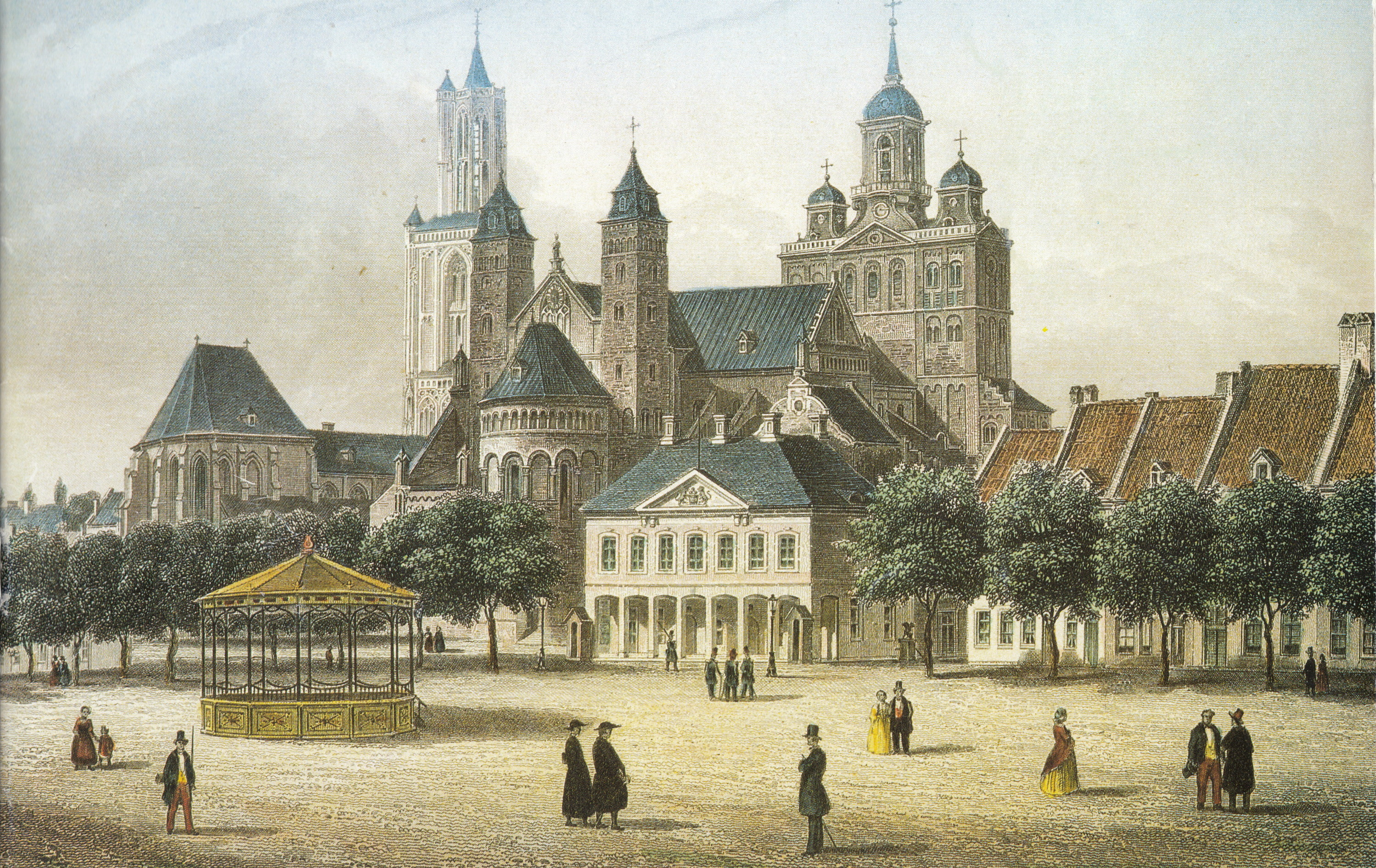
Het Vrijthof omstreeks 1860, afgebeeld op de omslag van de eerste aflevering van Ach Lieve Tijd (1994). Dezelfde prent is afgebeeld in de Historische Encyclopedie Maastricht (2005), afb. 51, en op de omslag van Tweeduizend jaar Maastricht (2006)

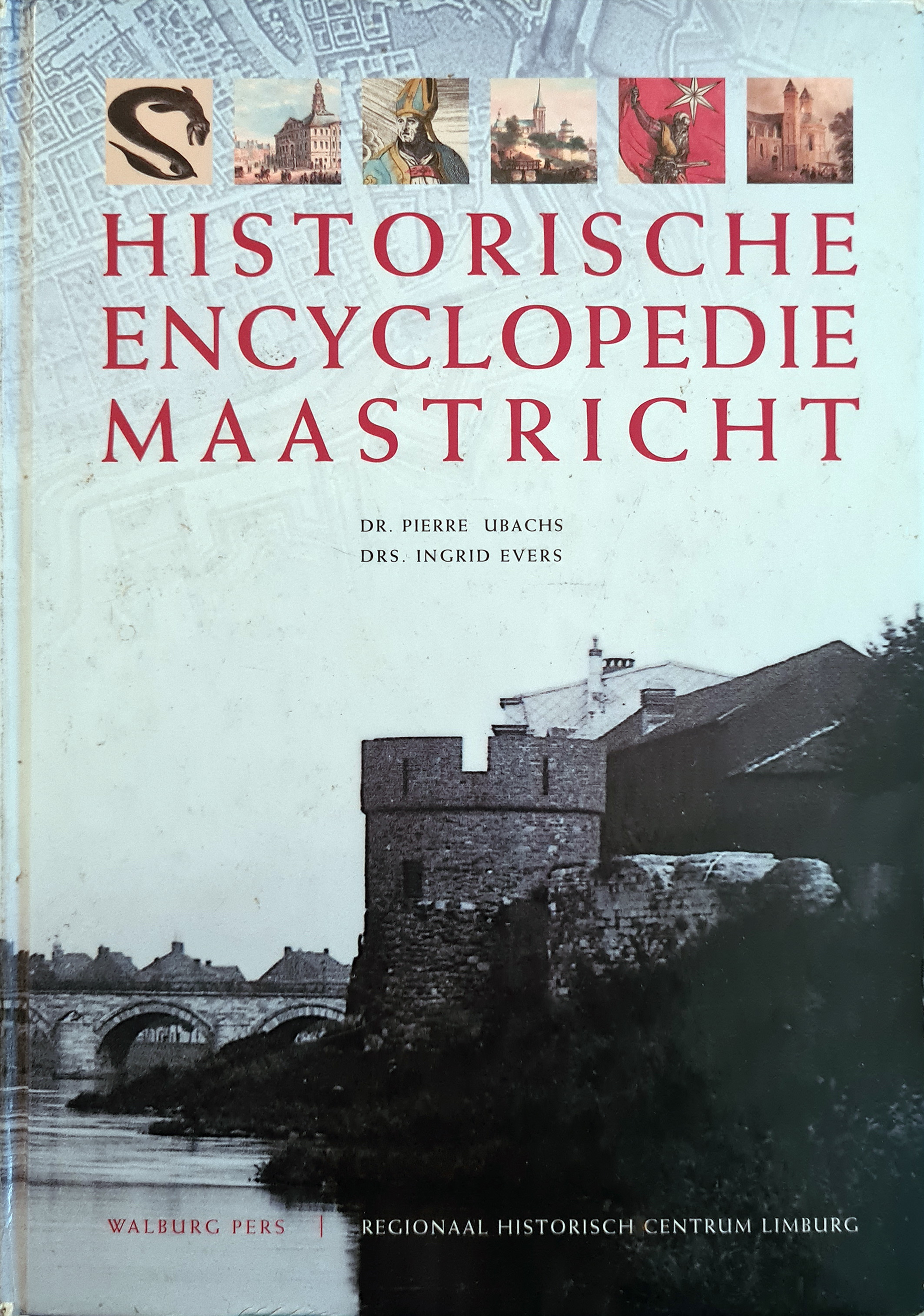
De Historische Encyclopedie Maastricht, verschenen in 2005

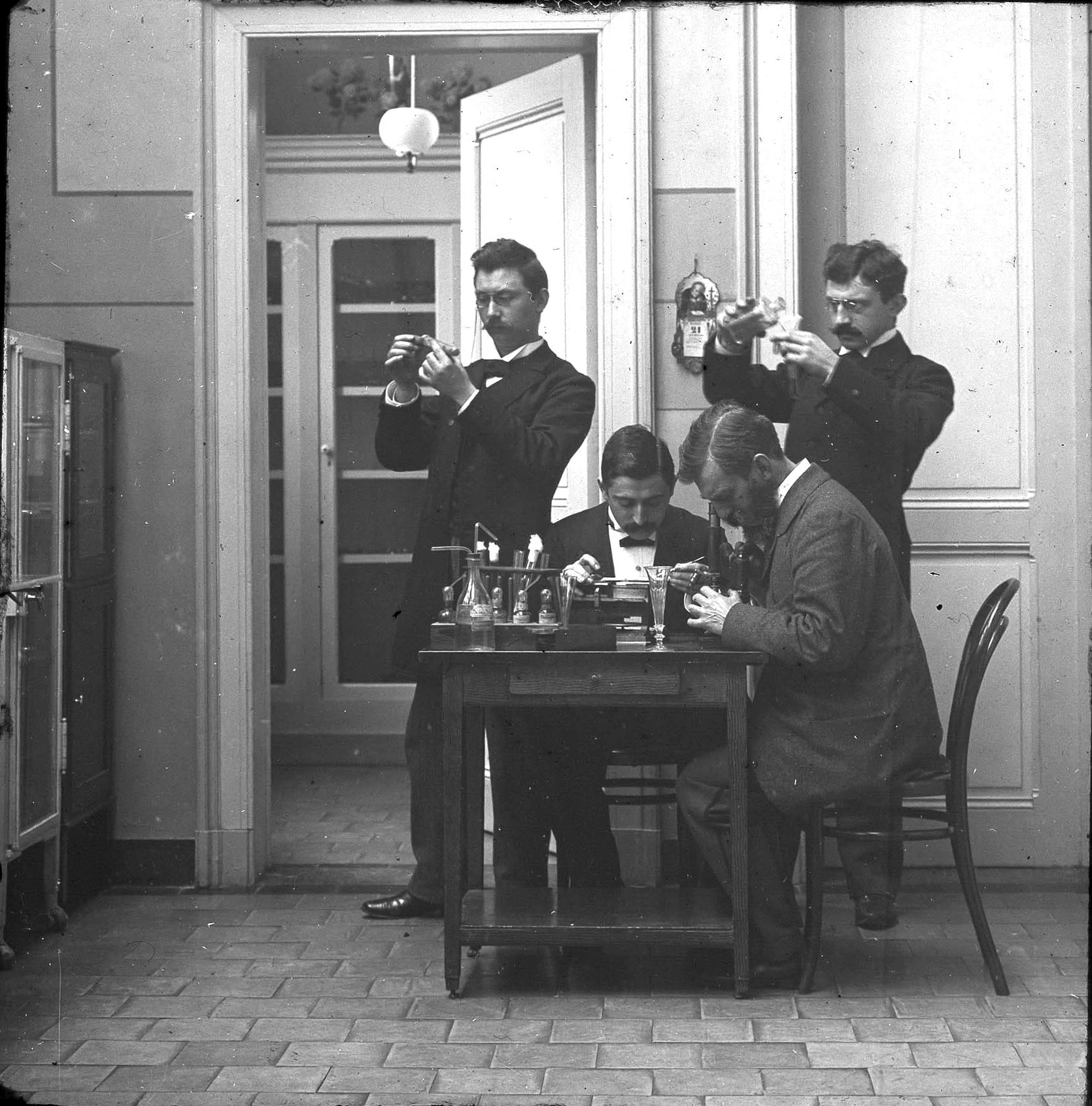
Lambert van Kleef (1846-1928), zittend met baard, in het laboratorium. Foto afgedrukt in Een man van zeldzame talenten (2016), p. 110

## Eerbewijzen
- Op 10 maart 2009 werd Evers benoemd tot ridder in de Orde van Oranje-Nassau.[noot 13]